# Stroudsburg (Pennsylvania)
Stroudsburg település az Amerikai Egyesült Államok Pennsylvania államában, Monroe megyében, melynek megyeszékhelye is. Lakosainak száma 5927 fő (2020. április 1.).

## Népesség
A település népességének változása:

| 2010 | 5 567 |
| 2020 | 5 927 |